# Caloenas
Caloenas es un género de aves columbiformes de la familia Columbidae.

## Especies
- La paloma de Nicobar (C. nicobarica), es la única especie viva es la actualidad.
- La paloma de Kanaka (C. canacorum) que vivía en Nueva Caledonia y Tonga y es únicamente conocida por restos subfósiles. Se extinguió probablemente debido a la caza de los primeros pobladores de las islas.
- La paloma de Liverpool (Caloenas maculata), también extinta y de procedencia desconocida, con cierta similitud con la paloma de Nicobar debido a las plumas de su cuello. Los ornitólogos la sitúan dentro de este género pero no es una opinión unánime. Es conocida por un único espécimen existente en el Museo de Liverpool.